# Candido Portinari
Candido Portinari OMC (Brodowski, 29 de dezembro de 1903 – Rio de Janeiro, 6 de fevereiro de 1962) foi um artista plástico brasileiro, considerado um dos mais importantes pintores brasileiros de todos os tempos, sendo o que mais alcançou projeção internacional. 
Portinari pintou mais de cinco mil obras, de pequenos esboços e pinturas de proporções padrão (como O Lavrador de Café), até gigantescos murais, como os painéis Guerra e Paz, presenteados à sede da ONU em Nova Iorque em 1956. Em dezembro de 2010, graças aos esforços de seu filho, estes murais retornaram ao Brasil para exibição no Teatro Municipal do Rio de Janeiro.

## Biografia

### Infância e juventude

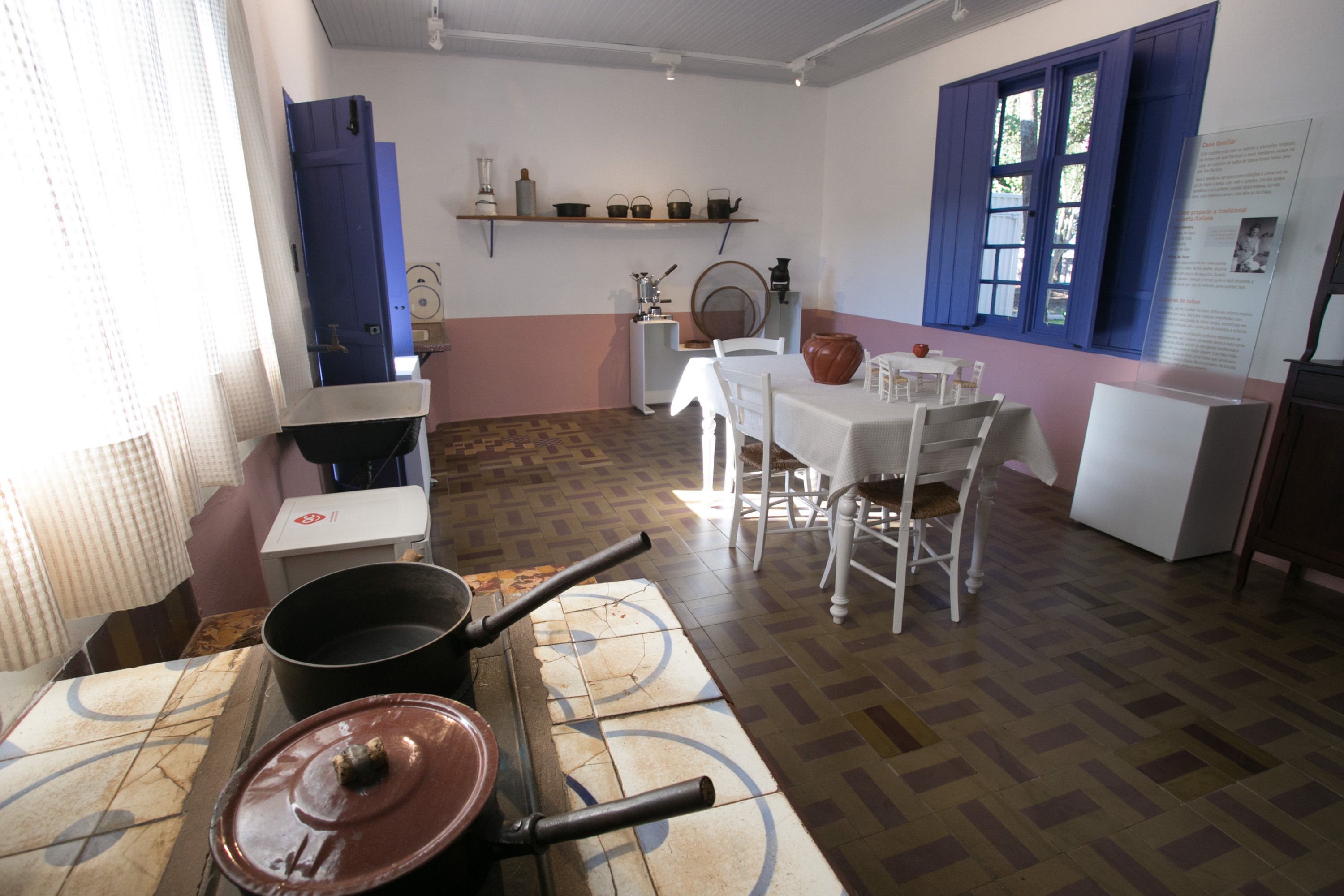
Interior da casa onde Portinari morou em Brodowski, atual Museu Casa de Portinari.

Candido Portinari nasceu em 1903 numa fazenda de café nas proximidades de Brodowski, interior de São Paulo, à época distrito do município de Batatais. Seus pais eram os imigrantes italianos Giovan Battista Portinari (João Baptista Portinari) e Domenica Turcato (Domingas Torquato), originários de Chiampo e Tezze sul Brenta, respectivamente, ambos municípios da província de Vicenza no Vêneto.
Com a vocação artística logo na infância, Portinari teve pouco estudo, não completando sequer o ensino primário. Aos 14 anos de idade, uma trupe de pintores e escultores italianos que atuavam na restauração de igrejas passa pela região de Brodowski e recruta Portinari como ajudante. Seria o primeiro grande indício do talento do pintor brasileiro.

### Envolvimento com as artes
Aos 16 anos, já decidido a aprimorar seus dons, Portinari deixa São Paulo e parte para o Rio de Janeiro para estudar na Escola Nacional de Belas Artes. Durante seus estudos na ENBA, Portinari começa a se destacar e chamar a atenção tanto de professores quanto da própria imprensa. Tanto que aos 20 anos já participa de diversas exposições, ganhando elogios em artigos de vários jornais. Mesmo com toda essa badalação, começa a despertar no artista o interesse por um movimento artístico até então considerado marginal: o modernismo.

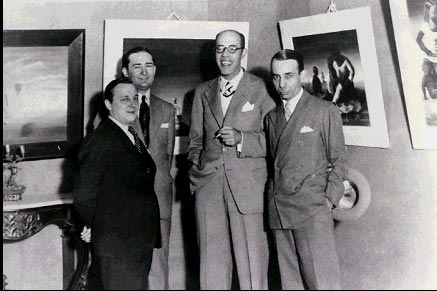
Da esquerda para a direita: Candido Portinari, Antônio Bento, Mário de Andrade e Rodrigo Melo Franco. Rio de Janeiro, 1936.

Um dos principais prêmios almejados por Portinari era a medalha de ouro do Salão da ENBA. Nos anos de 1926 e 1927, o pintor conseguiu destaque, mas não venceu. Anos depois, Portinari chegou a afirmar que suas telas com elementos modernistas escandalizaram os juízes do concurso. Em 1928 Portinari deliberadamente prepara uma tela com elementos acadêmicos tradicionais e finalmente ganha a medalha de ouro e uma viagem para a Europa.
Os dois anos que passou vivendo em Paris foram decisivos no estilo que consagraria Portinari. Lá ele teve contato com outros artistas como Van Dongen e Othon Friesz, além de conhecer Maria Martinelli (1912-2006), uma uruguaia de 19 anos com quem o artista passaria o resto de sua vida. A distância de Portinari de suas raízes acabou aproximando o artista do Brasil, e despertou nele um interesse social muito mais profundo.
Em 1931, Portinari volta ao Brasil renovado. Muda completamente a estética de sua obra, valorizando mais cores e a ideia das pinturas. Ele quebra o compromisso volumétrico e abandona a tridimensionalidade de suas obras. Aos poucos o artista deixa de lado as telas pintadas a óleo e começa a se dedicar a murais e afrescos. Ganhando nova notoriedade entre a imprensa, Portinari expõe três telas no Pavilhão Brasil da Feira Mundial em Nova Iorque de 1939. Os quadros chamam a atenção de Alfred Barr, diretor geral do Museu de Arte Moderna de Nova Iorque (MoMA).
A década de 1940 começa muito bem para Portinari. Alfred Barr compra a tela "Morro do Rio" e imediatamente a expõe no MoMA, ao lado de artistas consagrados mundialmente. O interesse geral pelo trabalho do artista brasileiro faz Barr preparar uma exposição individual para Portinari em plena Nova Iorque. Nessa época, Portinari faz dois murais para a Biblioteca do Congresso em Washington. Ao visitar o MoMA, Portinari se impressiona com uma obra que mudaria seu estilo novamente: "Guernica" de Pablo Picasso. Sendo assim, fica claro como Portinari havia se tornado um artista consagrado internacionalmente, com participação em inúmeras exposições individuais e coletivas, além de ter sido premiado pelo Carnegie Institute com o óleo sobre tela “Café” (1934). A partir disso, suas obras passaram a ser expostas em museus e coleções particulares pela Europa e pelos Estados Unidos.
O ano de 1947 marcou simbolicamente a integração do pintor ao círculo da intelectualidade platina. Considerando o contexto de efervescência do campo político europeu e sul-americano, Portinari aumentava sua produção artística e sua influência na região - o retrato do poeta cubano Nicolás Guillén foi pintado por ele nessa época e foi exposto no Salón Peuser junto de outras obras que cobrem uma etapa significativa da sua vida que conjugava arte e política.
Ainda em 1947, a conferência proferida por Portinari em Buenos Aires sob o título Sentido Social del Arte trouxe discussões ao campo cultural sobre a introdução das novas linguagens advindas das vanguardas europeias e a preocupação social na arte. Nessa conferência, o pintor defende a importância dos murais com uma finalidade educativa e de que a pintura social deveria dirigir-se às massas. Assim, evidenciando uma versão "educadora" de Portinari, que reconhece a importância de um "pintor social", alguém que, para ele, seria “o intérprete do povo, o mensageiro dos seus sentimentos” e “aquele que deseja a paz, a justiça e a liberdade”.

### Participação política
Portinari foi ativo no movimento político-partidário, inclusive, candidatando-se a deputado federal em 1945 pelo Partido Comunista Brasileiro (PCB) e a senador, em 1947 pelo Partido Social Progressista, pleito em que aparecia em todas as sondagens como vencedor, mas perdendo com uma pequena margem de votos, fato que levantou suspeitas de fraude para derrotá-lo devido o cerco aos membros do PCB. De novembro de 1947 a junho de 1948, Portinari se exila no Uruguai para fugir das perseguições contra os comunistas durante o governo Dutra.

## Morte

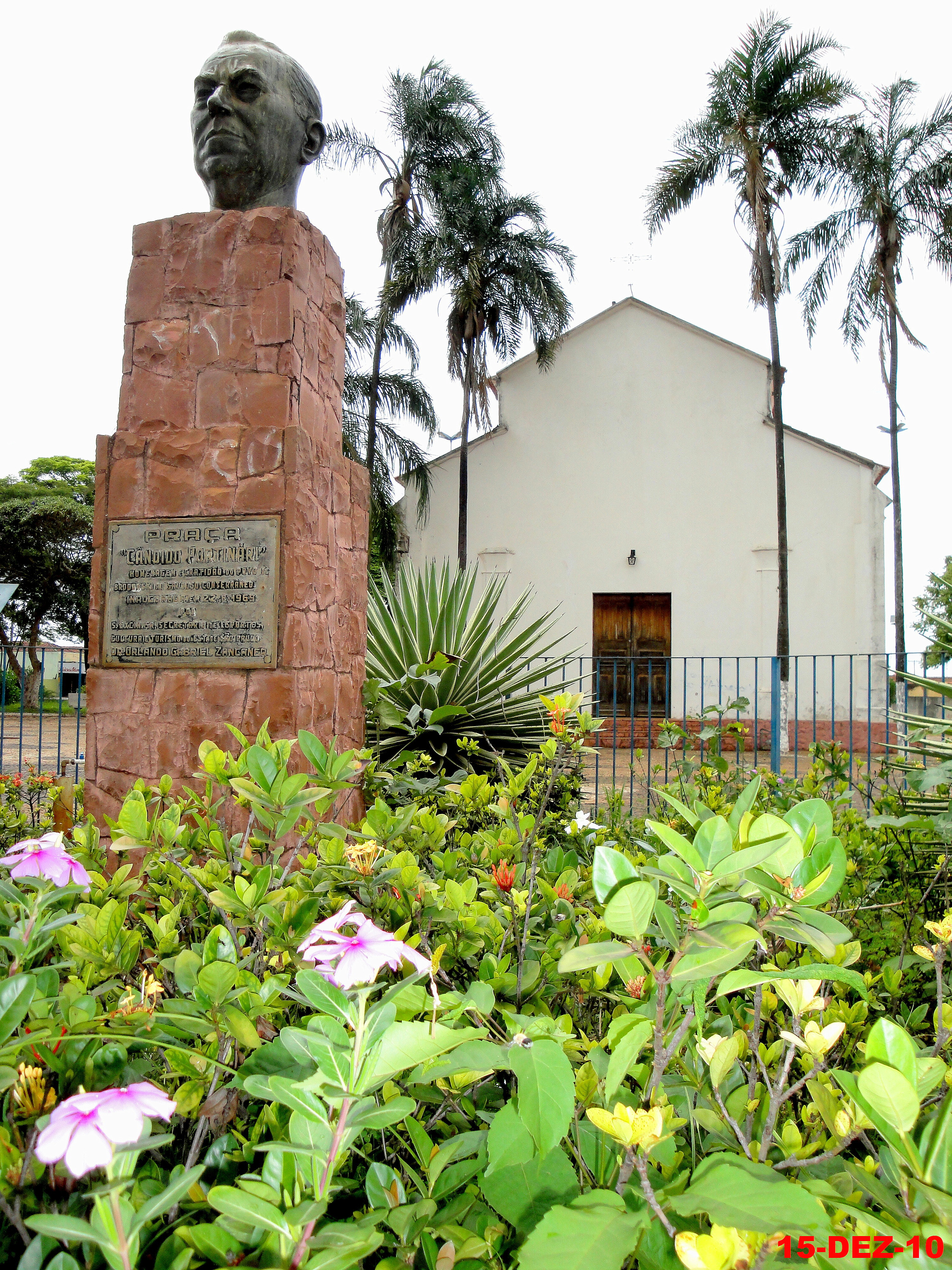
Busto de Portinari na praça que leva seu nome em Brodowski.

Em 1952, uma anistia geral faz com que Portinari voltasse ao Brasil. No mesmo ano, a 1° Bienal de São Paulo expõe obras de Portinari com destaque em uma sala particular. Mas a década de 1950 seria marcada por diversos problemas de saúde. Em 1954, Portinari apresentou uma grave intoxicação pelo chumbo (conhecida clinicamente como saturnismo) presente nas tintas que usava.
Desobedecendo as ordens médicas, Portinari continuava pintando e viajando com frequência para exposições nos Estados Unidos, Europa e Israel. No começo de 1962, a prefeitura de Barcelona convida Portinari para uma grande exposição com 200 telas. No dia 6 de fevereiro do mesmo ano, Candido Portinari morre de intoxicação pelas tintas que utilizava nas telas. Encontra-se sepultado no Cemitério de São João Batista no Rio de Janeiro.

## Obras

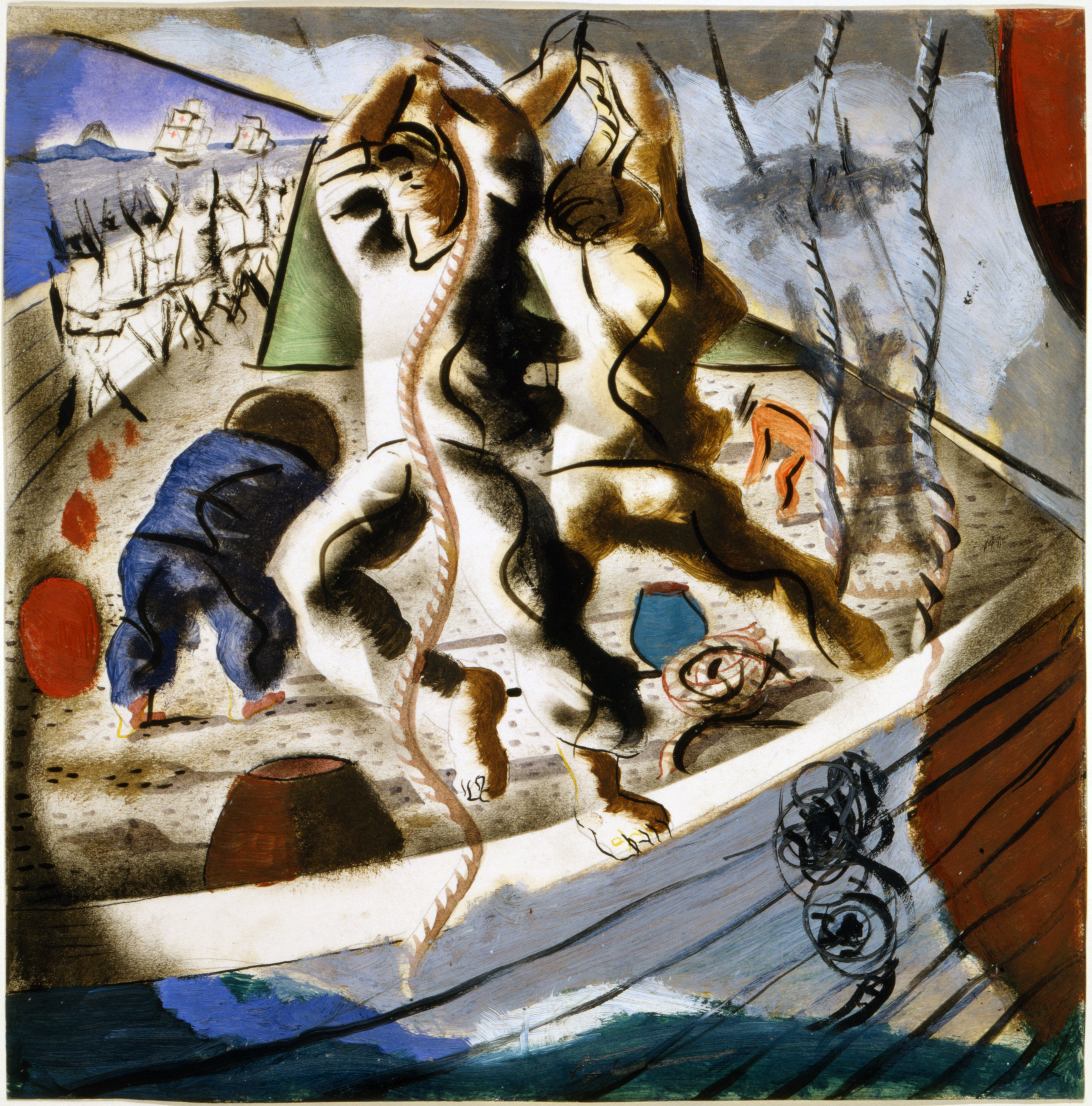
A descoberta da terra, 1941. Pintura mural de Portinari no edifício da Biblioteca do Congresso, Washington, DC.

“...Nenhum pintor pintou mais um País do que Portinari pintou o seu...” (Israel Pedrosa). Seus temas sociais, históricos, religiosos, o trabalho no campo e na cidade, os tipos populares, a festa popular, a infância, o folclore, os retratos dos grandes brasileiros de sua geração, a fauna, a flora e a paisagem, demonstram com eloquência a reflexão de Israel Pedrosa. Inúmeras foram as suas influências. Suas pinturas se aproximam do renascimento italiano, do cubismo, surrealismo e dos pintores muralistas mexicanos. Foi um dos mais importantes representantes do Neorrealismo, tendo influenciado inúmeros artistas deste movimento. Para compreender mais a fundo a importância de Portinari para a arte mundial, recomenda-se a leitura do texto magistral de Pedrosa, intitulado “Portinari, o Pintor do Novo Mundo”.
Entre suas obras mais prestigiadas e famosas, destacam-se os painéis Guerra e Paz (1953-1956), que foram presenteados em 1956 à sede da ONU de Nova Iorque. Na época, as autoridades dos Estados Unidos não permitiram a ida de Portinari para a inauguração dos murais, devido às ligações do artista com o Partido Comunista Brasileiro. Antes de seguirem aos EUA, o empresário e mecenas ítalo-brasileiro Ciccillo Matarazzo tentou trazer os painéis para São Paulo, terra natal de Portinari, para apresentá-las ao público. Porém, isto não foi possível. Porém, em fevereiro de 1956, os painéis foram exibidos no Theatro Municipal do Rio de Janeiro, com a presença do pintor. e em novembro de 2010, depois de 53 anos, os painéis voltaram ao Brasil, onde foram exibidos, em dezembro do mesmo ano, no Teatro Municipal do Rio de Janeiro (Para saber mais, ver Guerra e Paz) e,  em 2012, no Memorial da América Latina, em São Paulo.
Além de retratar as cores do Brasil, o artista também se dedicou a pintar situações religiosas; apesar de dizer-se ateu. Portinari criou uma série de obras no gênero.
As telas Meninos e piões e Favela são parte do acervo permanente da Fundação Maria Luisa e Oscar Americano.  Seu maior acervo sacro, entre pinturas e afrescos, está exposto na Igreja Bom Jesus da Cana Verde, centro da cidade de Batatais, interior de São Paulo, situada a 16 quilômetros de sua cidade natal, Brodowski. São 23 obras, incluindo 2 retratos:
O painel de azulejos "As quatro estações" de Portinari é uma das mais importantes expressões do modernismo a céu aberto no Brasil. Finalizado em 1956, a obra mede 448 cm por 795 cm, sendo uma das 14 obras em azulejos de Portinari existentes no Brasil. Localizada no pavimento térreo do Edifício Clube Juiz de Fora, voltado para a Avenida Barão do Rio Branco onde também  é possível observar o mosaico em pastilha cerâmica de cavalos do mesmo autor estampando a fachada do mesmo Edifício Clube. Tanto o painel “As quatro estações” quanto o mosaico de cavalos são tombados pelo Município de Juiz de Fora.
Uma das obras mais importantes de Portinari, O lavrador de café, foi furtada do segundo andar do Museu de Arte de São Paulo na madrugada do dia 20 de dezembro de 2007, em uma ação de três minutos, juntamente com o quadro Retrato de Suzanne Bloch, de Pablo Picasso. Estas obras foram resgatadas e restituídas ao museu dia 8 de janeiro de 2008, sem sofrer avarias.
- Os Milagres de Nossa Senhora;

Portinari em 1958

- Via Sacra (composta de 14 quadros);
- Jesus e os Apóstolos;
- A Sagrada Família;
- Fuga para o Egito;
- O Batismo;
- Martírio de São Sebastião;
- Colhedores de Café;
- Mestiço;
- Menino com Pássaro;
- O Lavrador de Café;
- O Sapateiro de Brodowski;
- Espantalho;
- Menino com Pião;
- Lavadeiras;
- Grupos de Meninas Brincando;
- Menino com Carneiro;
- Cena Rural;
- A Primeira Missa no Brasil;
- São Francisco de Assis;
- Tiradentes;
- Ceia;
- Os Retirantes;
- Futebol;
- O Sofrimento de Laio;
- Criança Morta;
- Pipa.

No ramo de ilustrações literárias, Portinari, através da Sociedade dos Cem Bibliofilos do Brasil, realizou ilustrações para as obras Memórias Póstumas de Brás Cubas em 1944 e O Alienista em 1948. Portinari também ilustrou a obra Dom Quixote, mas as ilustrações só foram lançadas décadas depois através do projeto Diálogo Cultural Brasil-Espanha.

## Homenagens, títulos e prêmios

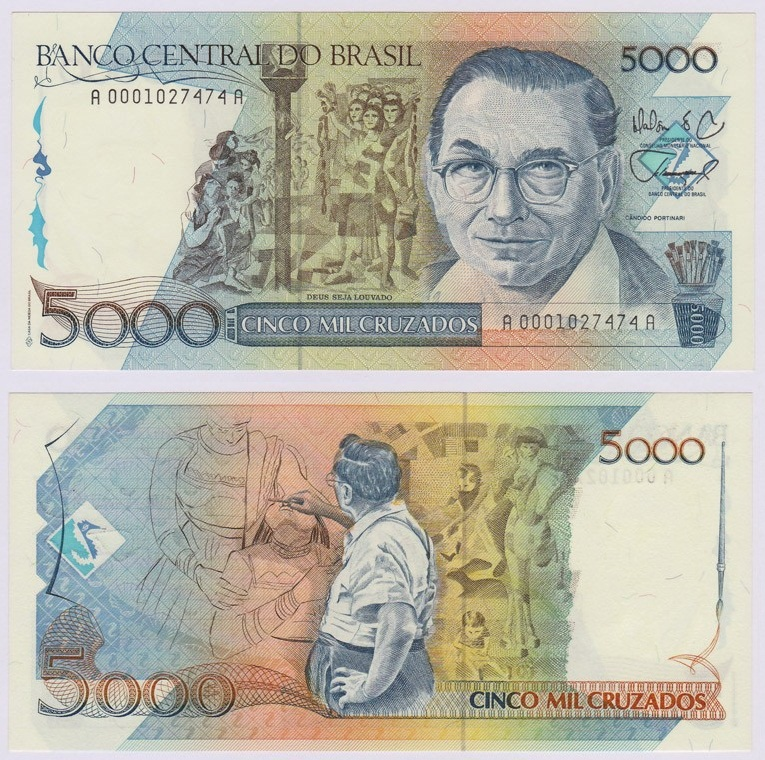
Portinari e suas obras representados na cédula de 5000 Cruzados, que circulou no Brasil entre 1986 e 1989

- 1940 – Chicago (Estados Unidos) – A Universidade de Chicago publica o primeiro livro sobre o pintor, Portinari: His Life and Art, com introdução do artista Rockwell Kent
- 1946 – Paris (França) – Legião de Honra, concedida pelo governo francês
- 1955 – Nova Iorque (Estados Unidos) – Medalha de Ouro, pelo painel Tiradentes (1949), concedida pelo júri do Prêmio Internacional da Paz
- 1950 – Varsóvia (Polônia) – Medalha de Ouro, como melhor pintor do ano, concedida pelo International Fine Arts Council
- 1956 – Nova Iorque (Estados Unidos) – Prêmio Guggenheim de Pintura, por ocasião da inauguração dos painéis Guerra e Paz na sede da ONU de Nova York.[31]

Póstumos:
- 2005 – Brasília (DF) – Ordem de Rio Branco em seu grau máximo, a Grã-Cruz suplementar, pelo presidente Luiz Inácio Lula da Silva[32]
- 2012 – Rio de Janeiro (RJ) – Tema Enredo da Escola Mocidade Independente de Padre Miguel - "Por ti, Portinari, Rompendo a tela, A realidade"

## Desempenho eleitoral
| Ano  | Eleição                | Cargo            | Partido | Votos   | Resultado  | Ref.          |
| ---- | ---------------------- | ---------------- | ------- | ------- | ---------- | ------------- |
| 1945 | Estaduais de São Paulo | Deputado federal | PCB     |         | Não eleito | [ 33 ] [ 11 ] |
| 1947 | Estaduais de São Paulo | Senador          | PCB     | 287.487 | Não eleito | [ 34 ]        |